# The Librarian: The Curse of the Judas Chalice
The Librarian: The Curse of the Judas Chalice är en amerikansk äventyrs-action från 2008 i regi av Jonathan Frakes med Noah Wyle i huvudrollen som Flynn Carsen. Filmen, som släpptes direkt på DVD, hade Sverigepremiär den 5 augusti 2009 och är skriven av Marco Schnabel.

## Handling
Flynn Carsen (Noah Wyle) har ett flertal gånger räddat mänskligheten från en säker undergång. Efter en längre tid av stora påfrestningar behöver han lugn och ro och får därför semester för att kunna ta igen sig. Han bestämmer sig för att bege sig till New Orleans och där träffar han sångerskan Simone Renoir (Stana Katic). Han blir snart indragen i en jakt på en förhäxad altarkalk som kan släppa lös en oväntad armé på jorden.
Ryssen Sergei Kubichek (Dikran Tulaine) anlitar professor Lazlo (Bruce Davison) för att tyda ett gammalt smycke som leder dem ut på en jakt efter en gammal gömd skatt.

## Rollista
- Noah Wyle - Flynn Carsen
- Bob Newhart - Judson
- Stana Katic - Simone Renoir
- Jane Curtin - Charlene
- Bruce Davison - Professor Lazlo
- Dikran Tulaine - Sergei Kubichek
- Joe Knezevich - Mason
- Jason Douglas - Ivan